# 奥雷利亚诺·托雷斯
奥雷利亚诺·托雷斯（西班牙語：Aureliano Torres，1982年6月16日—），巴拉圭男子足球运动员，司职后卫。他曾代表巴拉圭国奥队参加2004年夏季奥林匹克运动会足球比赛，获得一枚银牌。